# Ischioplites metutus
Ischioplites metutus is een keversoort uit de familie boktorren (Cerambycidae). De wetenschappelijke naam van de soort is voor het eerst geldig gepubliceerd in 1849 door Pascoe.